# Душан Джамоня
Душан Джамоня (хорв. Dušan Džamonja, мак. Душан Џамоња, МФА: [duʃan d͡ʒamɔɲa]; *31 січня 1928, м. Струмиця, Королівство Югославія, тепер Північна Македонія — 14 січня 2009, Загреб, СФРЮ, тепер Хорватія) — сучасний хорватський скульптор македонського походження; також автор проектних архітектурних рішень музеїв і галерей, пам’ятників, хмарочосів і мечетей.

## З біографії та творчості
Душан Джамоня народився у 1928 році в місті Струмиці (тепер територія Північної Македонії).
Навчався в Загребі — в Академії красних мистецтв Університету під наставництвом професорів Вані Радауша (Vanja Radauš), Франа Кршинича (Frano Kršinić) й Антуна Августінчича, всі є дуже відомими митцями. 

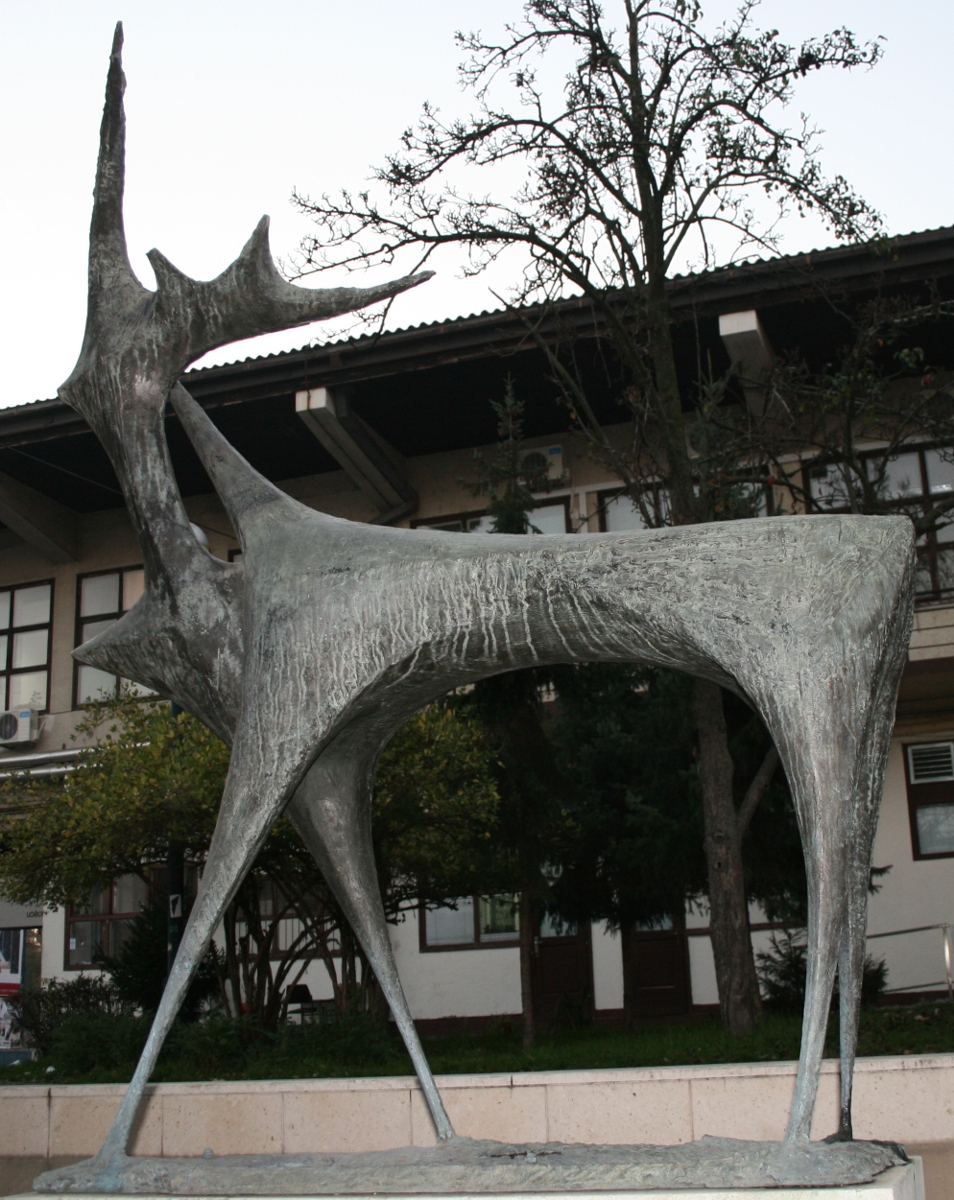
Скульптура Джамоні «Олень» у Загребі

Відкрив власні майстерні в Загребі (1953), Врсарі в Істрії (з 1970 року) та в Брюсселі в Бельгії (з 1987 року).
Роботи Джамоні, не важливо на яку тему, демонструють схильність їх автора до технічних і формативних експериментів, зміщення художніх акцентів з форми на динаміку й напружені обриси, що дістають символічного значення. Ці пошуки і дослідження нових форм привели митця до використання у скульптурі нових матеріалів, особливо сталі та скла.
Душан Джамоня був удостоєний численних нагород, в тому числі був лауреатом премії Владимира Назора за життєві досягнення (2007). Від 2004 року — академік Хорватської академії наук і мистецтв. Митець проживав поперемінно біля своїх майстерень у Загребі, Врсарі та Брюсселі.
Душан Джамоня помер 14 січня 2009 року в Загребі, у віці 80 років.
У Врсарі діє парк скульптур Джамоні.